# Westeinde (Leeuwarden)
Westeinde is een buurt in de wijk Westeinde e.o. van de stad Leeuwarden, provincie Friesland (Nederland). De buurt heeft 3885 inwoners en is ontwikkeld in de jaren 70 en 80 van de 20e eeuw.
De buurt heeft een winkelcentrum met een supermarkt, een kapper, een drogisterij, een kledingwinkel en een snackbar. Ook heeft de buurt een bejaardentehuis en twee scholen voor voortgezet onderwijs (Piter Jelles Montessori en Piter Jelles !mpulse) waar ook een tafeltennisvereniging gevestigd is. Het basisonderwijs bevindt zich in de naastgelegen buurt het Valeriuskwartier. De buurt wordt aan de zuid- en noordzijde begrensd door een katholieke en algemene begraafplaats. Er is een actieve wijkvereniging, waarvan ongeveer 80% van de bewoners lid is. De straten in de buurt zijn vernoemd naar Friese schrijvers en hebben dus een Friese naam (Douwe Kalmaleane of Jan Piebengawei). Ten slotte kent de wijk een stadsboer. Boer Tamminga resideert aan de noordwestzijde van de wijk met een veestapel van ongeveer 350 dieren.

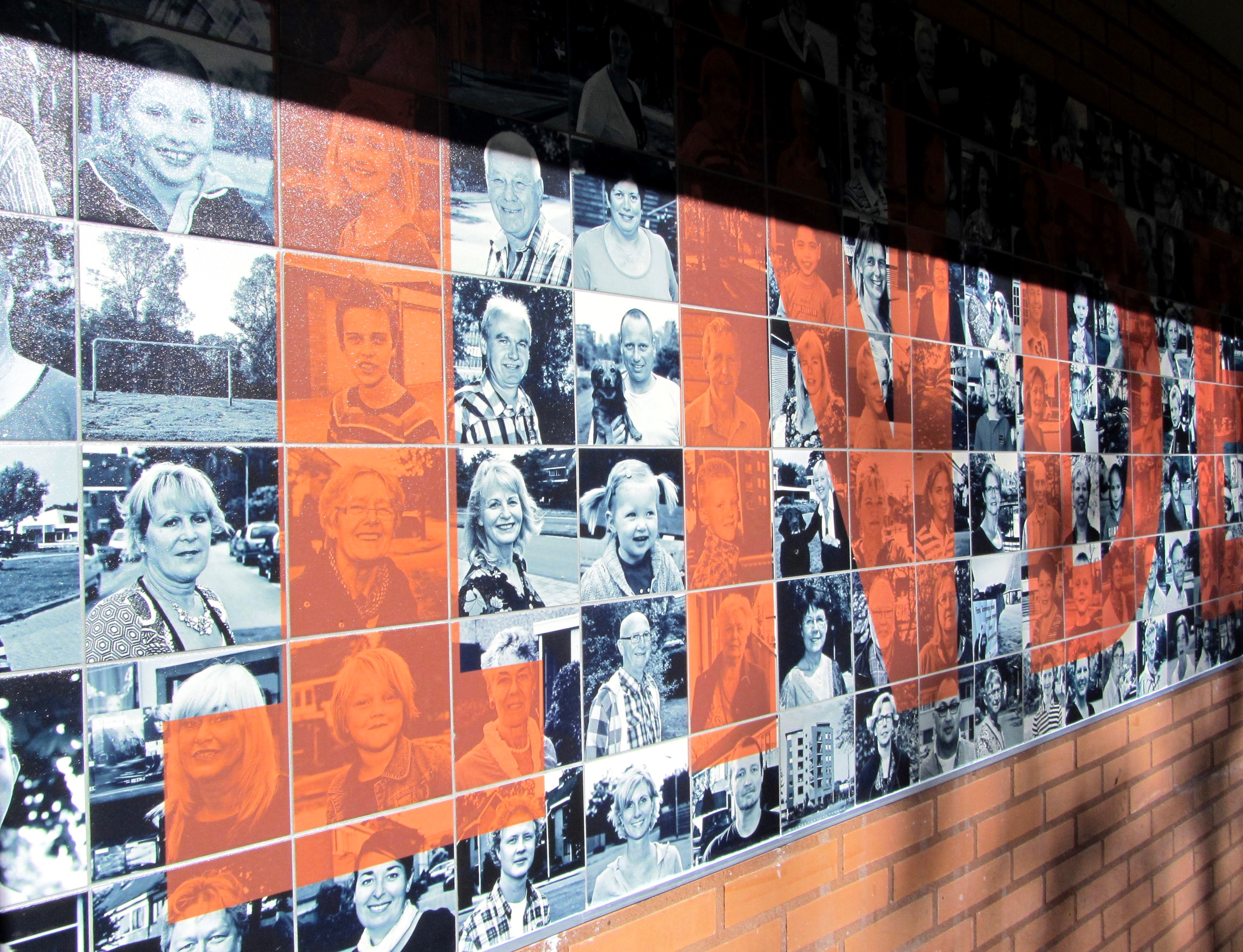
Tegeltableau met portretten van wijkbewoners en wijkfoto’s